# Tour Jarmers
La tour Jarmers (en danois : Jarmers Tårn, aussi appelée tour Jaromar) est l'unique vestige des tours qui s'élevaient au Moyen Âge au-dessus des remparts de Copenhague.

## Descriptifs
La tour Jarmers est un vestige d'une des onze tours qui renforçaient les fortifications de la capitale du Danemark. Elle est située au sud de l'entrée méridionale de l'Ørstedsparken, parc aménagé sur les anciens remparts et leurs douves réaménagées en étangs, dans le centre-ville historique du quartier de Indre By.
La tour Jarmers s'élève au milieu d'une petite place, dénommée Jarmers Plads, située au centre d'un carrefour important où se croisent deux grandes artères passantes de Copenhague, la Nørre Voldgade et le boulevard H.C. Andersens.

## Histoire
La tour Jarmers fut construite en même temps que les remparts et les autres tours, au XVIe siècle. Elle reçut le nom de Jarmers en l'honneur de Jaromar II de Rügen, prince de Rügen au XIIIe siècle et noble Fürst du peuple germanique des Wendes. En 1259, il affronta le roi du Danemark, Christophe Ier de Danemark, détruisit les premiers remparts en bois de Copenhague, pilla la ville ainsi que l'ensemble de l'île de Seeland.
La tour a été construite avec de grandes briques rouges et orné d'un motif réticulaire en briques de couleurs sombres à l'aspect noir brûlé.

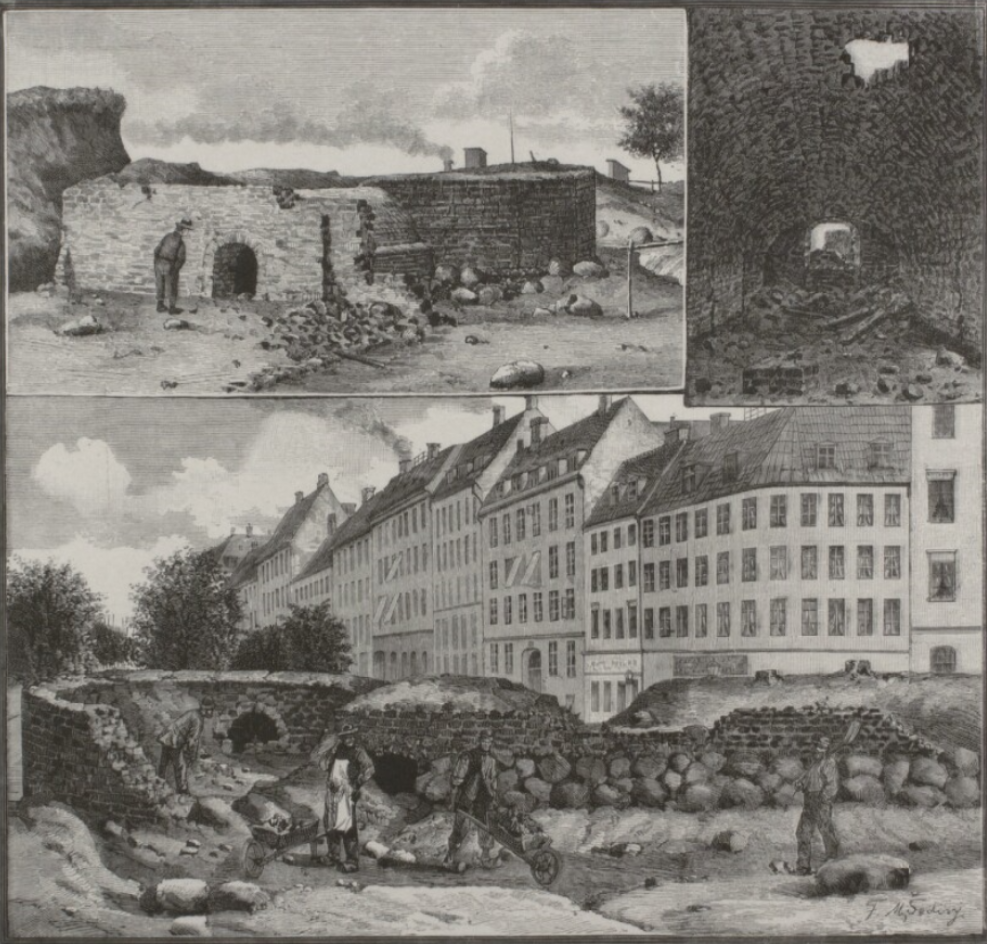
Démolition des remparts de Copenhague au niveau de la tour Jarmers (illustrations de Franz Šedivý, 1885).